# Red Verde
Red Verde es un colectivo político ecosocialista formado principalmente por antiguos miembros del Partido Democrático de la Nueva Izquierda que rechazaron entrar en bloque en el Partido Socialista Obrero Español (PSOE) tras el Congreso de disolución del PDNI.
Formó parte de la coalición Los Verdes-Izquierda de Madrid y apoyó la candidatura a las elecciones municipales y a las elecciones a la Asamblea de Madrid de mayo de 2003 de Los Verdes de Madrid en 2003.
Cuando se repitieron las elecciones de 2003 a la Asamblea de Madrid pidieron el voto para el Partido Socialista Obrero Español e Izquierda Unida. En las elecciones generales y europeas de 2004 apoyaron las candidaturas de Izquierda Unida.
Desde entonces Red Verde ha trabajado como colectivo transversal en el seno de la izquierda, colaborando sus integrantes en diversos partidos políticos y asociaciones, o proyectos locales de izquierdas. En septiembre de 2012 se anuncia su integración en Izquierda Abierta.